# António dos Santos
António dos Santos (ur. 3 września 1964) – angolski lekkoatleta specjalizujący się w trójskoku oraz skoku w dal.
Mistrz Afryki w trójskoku z 1988 roku. Dwukrotny uczestnik igrzysk olimpijskich (1988, 1992) oraz uczestnik letniej uniwersjady w 1983 roku. Reprezentował Angolę na mistrzostwach świata w Rzymie w 1987 oraz halowych mistrzostwach świata w Sewilli w 1991 roku.

## Rezultaty
| Rok  | Impreza                        | Miejsce   | Konkurencja | Pozycja           | Wynik |
| ---- | ------------------------------ | --------- | ----------- | ----------------- | ----- |
| 1983 | Uniwersjada                    | Edmonton  | trójskok    | –                 | NM    |
| 1987 | Mistrzostwa świata             | Rzym      | skok w dal  | el. –             | NM    |
| 1988 | Mistrzostwa Afryki             | Annaba    | trójskok    | 1. miejsce        | 16,43 |
| 1988 | Igrzyska olimpijskie           | Seul      | trójskok    | el. –             | NM    |
| 1991 | Halowe mistrzostwa świata      | Sewilla   | skok w dal  | el. –             | DNS   |
| 1991 | Halowe mistrzostwa świata      | Sewilla   | trójskok    | el. – 19. miejsce | 15,49 |
| 1992 | Igrzyska olimpijskie           | Barcelona | trójskok    | el. – 40. miejsce | 15,48 |
| 1998 | Mistrzostwa ibero-amerykańskie | Lizbona   | trójskok    | 5. miejsce        | 15,49 |

## Rekordy życiowe
- trójskok (hala) – 15,50 (17 stycznia 1998, Walencja)
- trójskok (stadion) – 16,43 (2 września 1988, Annaba), rekord Angoli